# انسیو
انسیو (به اسپانیایی: Encío) یک شهرستان در اسپانیا است.